# Коко-Соло

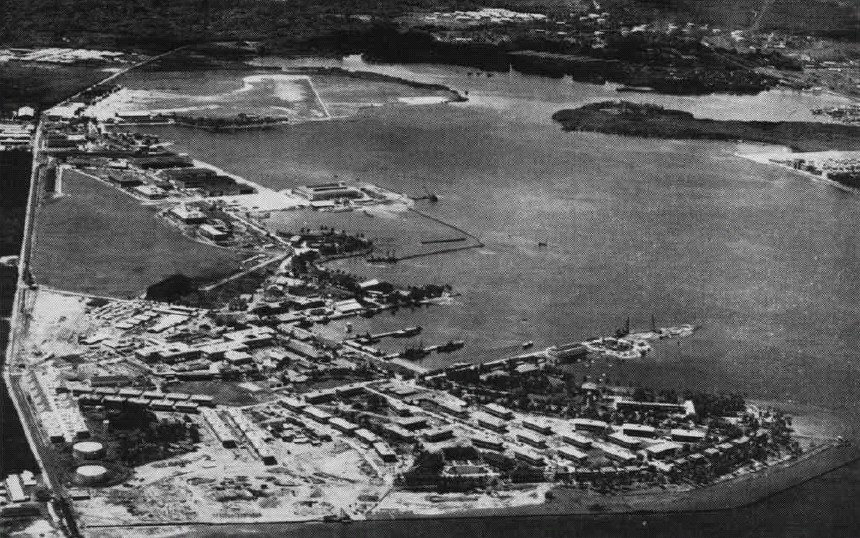
Аерознімок бази «Коко-Соло» (1941)

Коко-Соло (англ. Coco Solo) — колишня база підводних човнів, що належала Військово-морським силам Сполучених Штатів Америки (надалі — ВМС США).
У Першу світову війну Панамський канал повинен був ретельно охоронятися. У цьому зв'язку було вирішено розмістити кілька постійних військових баз в зоні каналу. Будівництво бази підводних човнів «Коко-Соло» почалося в 1916 році, в 1917 році база могла приймати значну кількість підводних човнів, а в 1918 році будівництво було завершено. База розташовувалася з боку Атлантичного океану в Зоні Панамського каналу, що знаходилася під управлінням Сполучених Штатів в 1903–1979 роках і під спільним керівництвом з Панамою в 1979–1999 роках, неподалік від міста Колон.
Американський політик Джон Маккейн народився в 1936 році на базі в невеликому госпіталі на території військово-морського аеродрому, у зв'язку з чим неодноразово ставилась під сумнів законність участі Маккейна в президентських виборах 2008 року в Сполучених Штатах.
У роки Другої світової війни Коко-Соло служила морською базою для ескадрильї винищувачів P-38 Lightning.
Після повернення Панамського каналу під управління Панами в 1999 році військова активність Сполучених Штатів на Коко-Соло і прилеглому острові Галета припинилася. В даний час на території колишньої бази ВМС США розташовуються два контейнерні термінали: Колонський контейнерний термінал та Міжнародний термінал «Мансанільйо», який є найбільш завантаженим контейнерним портом в Латинській Америці.